# Менгђанг
Менгђанг, такође познат као Менгкјанг, званично Уједињена аутономна влада Менгђанга, била је аутономна зона у Унутрашњој Монголији, формирана 1939. као марионетска држава Јапанског царства, а затим је од 1940. била под номиналним суверенитетом Реорганизоване националне владе Републике Кине (која је и сама била марионетска држава). Чиниле су је раније кинеске провинције Чахар и Суејуан, које су одговарале централном делу савремене Унутрашње Монголије. Такође се назива Монгукуо или Менгукуо (аналогно Манџукуоу, другој јапанској марионетској држави у Манџурији). Главни град је био Калган, одакле је био под номиналном влашћу монголског племића Демчугдонгруба. Територија се вратила под кинеску контролу након пораза Јапанског царства 1945. године.

## Позадина
Након јапанске инвазије Манџурије 1931. и успостављања марионетске државе Манџукуо, Јапан је настојао да прошири свој утицај у Монголији и Северној Кини. У низу акција, почевши од 1933. године, војске Манџукуа и Јапана заузеле су Чахар и 1936. прогласиле се за независну монголску војну владу, у савезу са Јапаном под кнезом Демчугдонгрубом.
Током 1936. и 1937. године, сличне операције у Суејуану довеле су до окупације и апсорпције и те провинције.

## Историја
Формирана 12. маја 1936. године, монголска војна влада имала је принца Јондонвангчуга од Уланкаба за свог првог председавајућег. Октобра 1937. је преименована у Уједињена монголска аутономна влада (蒙古聯盟自治政府). 1. септембра 1939. претежно Хан кинеске владе Јужног Чахара и Северног Шансија спојене су са Монголском уједињеном аутономном владом, чиме је створена нова Уједињена аутономна влада Менгђианг (蒙疆聯合自治政府). Главни град је основан у Џангбеју (Чангпеј), у близини Калгана (Џангђакоу), са контролом владе око Хохота. Дана 4. августа 1941. поново је преименована у Монголску аутономну државу (蒙古自治邦). Термин "држава" (邦) је посебно одабран да умири и кинеску и владу Менгђанга, јер су и "држава" и "земља" преведене у улус (улс) на монголском, што значи "земља". Дакле, назив на кинеском је имплицирао да је Менгђанг аутономни регион Кине, док је на монголском назив импликовао да је то независна држава.
Године 1939. Ванг Ђингвеј је реорганизовао остатке окупиране кинеске владе у јапанску марионетску државу, која се обично назива Влада Ванг Ђингвеја, или Реорганизована национална влада Кине, са главним градом у Нанкингу. Менгђанг је номинално укључен у режим 1940. године, иако је остао аутономан од Нанкинга.
Менгђанг је капитулирао 1945. године када су инвазију извршиле совјетска Црвена армија и монголска Црвена армија у оквиру Манџуријске стратешке офанзивне операције. Већина области, са изузетком Калгана, сада је део Аутономне покрајине Унутрашње Монголије у Народној Републици Кини.
- Унутрашња Монголија 1911. године
- Мапа Уједињене аутономне владе Менгђанга
- Територија реформисане владе у централној Кини од 1937. до 1940. године када су све три државе, Менгђанг, Привремена влада Кине (не мешати са владом из 1912. истог имена и заставе) и Реформисана влада Кине, спојене у Реорганизовану националну владу Кине.
- Предавање одржано у Јапану 1940. у којем се говори о Унутрашњој Монголији и Менгђангу, док мапа у позадини приказује државу
- Застава монголске војне владе (1936–1937) и Уједињене монголске аутономне владе (1937–1939)
- Застава, Аутономна влада Јужног Чахара (1937–1939)
- Застава, Аутономна влада Северног Шансија (1937–1939)